# Ouvertüre zum „Fliegenden Holländer“, wie sie eine schlechte Kurkapelle morgens um 7 am Brunnen vom Blatt spielt

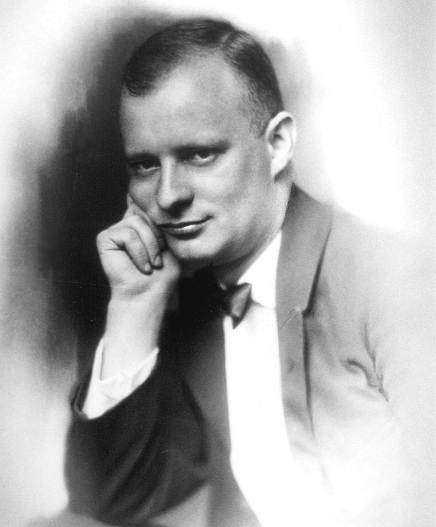
Paul Hindemith (1923)

Die Ouvertüre zum „Fliegenden Holländer“, wie sie eine schlechte Kurkapelle morgens um 7 am Brunnen vom Blatt spielt, in einer Bearbeitung für Streichquartett, ist eine um 1925 entstandene musikalische Parodie von Paul Hindemith. Die Aufführungsdauer des Werks beträgt 7½ bis 8 Minuten und ist etwa drei Minuten kürzer als das Original, Richard Wagners Ouvertüre zur Oper Der Fliegende Holländer.

## Hintergrund
Hindemith, der als junger Komponist über viel Humor und Selbstironie verfügte, komponierte neben ernsten Werken zahlreiche Gelegenheitswerke und parodistische Stücke, von denen  häufig nur noch der Titel und die Besetzung bekannt sind, darunter eine Musik für 6 Instrumente und einen Umwender, eine Berceuse Der Sturm im Wasserglas, einen Gouda-Emmental-Marsch oder ein Lied im Stil von Richard Strauss, bei dem er das große Orchester durch ein Streichquartett ersetzte und die Sopranistin einen Text aus einer Imkerzeitung singen ließ.
Hindemith plante ursprünglich, auch seine parodistischen Stücke und Unterhaltungsmusiken zu publizieren, und schrieb deshalb 1920 an seinen Verleger Schott: „Können Sie auch Foxtrotts, Bostons, Rags und anderen Kitsch gebrauchen? Wenn mir keine anständige Musik mehr einfällt, schreibe ich immer solche Sachen.“ Der Verlag zeigte jedoch kein Interesse, sodass viele dieser Werke verloren sind. Zu den wiederentdeckten musikalischen Parodien gehört neben dem Streichquartett Minimax aus dem Jahr 1923 auch die um 1925 entstandene Ouvertüre zum „Fliegenden Holländer“.

## Musik

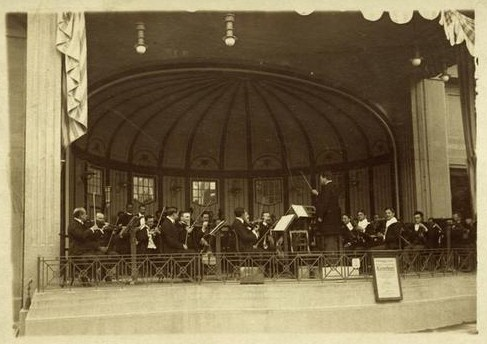
Ein Kurkonzert (um 1912)

Giselher Schubert, Leiter des Frankfurter Hindemith-Instituts, betont im Vorwort zur Partitur, dass Hindemith nicht Wagners Komposition karikiert, sondern die Mitglieder einer Musikkapelle, die ein für sie neues, noch ungeprobtes Werk spielen. Hindemith, der in seiner Jugend selbst als Geiger bei Kurkonzerten mitgewirkt hatte, kannte seitdem die Situation, „wie sich lustlos-übermüdete Musiker verbissen-routiniert durch eine Partitur hindurchquälen“.
In seiner Bearbeitung reduziert Hindemith die für ein romantisches Opernorchester geschriebene Ouvertüre auf ein Streichquartett, sodass eine glaubhafte Interpretation erforderlich ist, um bei der Imitation schlechter Orchestermusiker mit den „eingebauten Widerborstigkeiten“ des Stückes fertigzuwerden.
Hindemith deckt in dem Werk verschiedene Tricks auf, mit denen sich die Musiker „durch das musikalische Chaos, das sie anrichten“, mogeln. So müssen sich die Mitglieder des Streichquartetts bewusst verspielen, indem sie falsch intonieren oder fehlerhaft einsetzen.  In Takt 261–262 schreibt Hindemith beispielsweise ein Glissando der Ersten Geige „bis zu irgendeinem Ton hoch oben“ vor. Zum Schluss, wenn das Ganze im Chaos zu enden droht, brechen die Musiker aus dem Stück aus und spielen ab Takt 271 einen Walzer, der ihnen mehr liegt, bevor sie „souverän“ zu Wagner zurückfinden und die Ouvertüre mit einem kakophonisch-dissonanten Akkord beenden, der „erschauern läßt“.
Hindemiths Bearbeitung ist minutiös auskomponiert, von höchster Schwierigkeit und verlangt von den Mitgliedern des Streichquartetts äußerste Präzision, „auch wenn das Resultat jämmerlich klingt“.

## Edition des Werkes
- Paul Hindemith: Ouvertüre zum „Fliegenden Holländer“, wie sie eine schlechte Kurkapelle morgens um 7 am Brunnen vom Blatt spielt für Streichquartett, ED 8106, Schott, Mainz 1991, Partitur mit einem Vorwort von Giselher Schubert.

## Aufnahmen
- Buchberger-Quartett, Wergo WER 6197-2 (1991, Aufnahme 1989–1990)
- Kocian Quartett, Praga digitals PR 250 093 94 (1995)
- Quatuor de L’Opera de Paris, UT3 (2006)
- Leipziger Streichquartett, MDG 307 1362-2 (2006)